# Dancsházi Hajnal
Dancsházi Hajnal (névvariáns: Dancsházy Hajnal) (Tiszasüly, 1951. április 24. –) magyar színésznő, drámapedagógus.

## Életpályája
Tiszasülyön született 1951. április 24-én. Budapesten, a II. Rákóczi Ferenc Közgazdasági Szakközépiskolában érettségizett. A Nemzeti Színház Stúdiójában kezdett színészettel foglalkozni. 1971-től a Színművészeti Főiskola hallgatója volt, Horvai István színész osztályában végzett. Pályáját 1975-ben a Veszprémi Petőfi Színházban kezdte. 1976-tól József Attila Színház tagja volt. 1988-tól szabadfoglalkozású színművésznő. Drámapedagógusi diplomáját az Apor Vilmos Katolikus Főiskolán szerezte.

## Fontosabb színházi szerepei
- Barta Lajos: Szerelem... Nelli
- Kertész Ákos: Névnap... Juli, Vígék szomszédja
- Molière: Tartuffe... Dorine, Mariane komornája
- Németh László: Mathiász panzió... Hanna
- Fejes Endre: Rozsdatemető... Hajnalka
- Georges Feydeau: Zsákbamacska... Susanne
- Alan Ayckbourn: Hálószoba-komédia... Kate
- Vadnay László – Vitéz Miklós – Ágoston György: Meseautó... Sári

## Filmográfia
- Próbafelvétel (1974)
- Alfa (1975)
- Az idők kezdetén (1975)
- Legenda a nyúlpaprikásról (1975)
- Hátország (1976)
- Kántor (sorozat) Havas történet című rész (1976)...Judit
- Anyám könnyű álmot ígér (1978)
- Tisztán vagy szódával (1980)
- Kojak Budapesten (1980)
- Nök apróban (1980)
- Ideiglenes paradicsom (1981)
- Glória (1982)
- Fazekak (1982)
- Nyitott ház (1983)
- Lapzárta előtt (1983)
- Jelky András kalandjai (1983)
- Különös házasság (1984)
- Nyolc évszak (sorozat) 6. rész (1984)... Székácsné
- Linda (sorozat) Tüzes babák című rész (1989)... Megégetett nő
- Zsarumeló (sorozat) Zulejka Méhkirálynő oda-vissza című rész (1989)
- Félálom (1991)
- Kutyakomédiák (sorozat) A bosszúálló című rész (1992)... Ügyvéd
- Esti Kornél csodálatos utazása  (1995)
- Szomszédok 8. rész; 32. rész; 133. rész; 240. rész (1987-1996)